# Condado de Santovenia
El condado de Santovenia es un título nobiliario español creado por el rey Fernando VII, con el vizcondado previo de Casa-Campos, por real decreto del 7 de mayo de 1824 y real despacho del 31 del mismo año, a favor de Nicolás Martínez de Campos y González del Álamo, oidor de la real audiencia de Cuba y caballero de la Orden de Carlos III.

## Condes de Santovenia
|                                     | Titular                                          | Periodo                             |
| Creación por Fernando VII de España | Creación por Fernando VII de España              | Creación por Fernando VII de España |
| ----------------------------------- | ------------------------------------------------ | ----------------------------------- |
| I                                   | Nicolás Martínez de Campos y González del Álamo  | 1824-1832                           |
| II                                  | José María Martínez de Campos y de la Vega       | 1832-1865                           |
| III                                 | José María Martínez de Campos y Martín de Molina | 1867-¿?                             |
| IV                                  | Leopoldo Martínez de Campos y Muñoz              | 1928-1989                           |
| V                                   | Santiago Martínez de Campos y Carulla            | 1989-2011                           |
| VI                                  | María Dolores Cavero y Martínez de Campos        | 2012-actual titular                 |

## Historia de los condes de Santovenia
- Nicolás Martínez de Campos y González del Álamo (La Habana, 5 de octubre de 1752[1]-La Habana, 6 de enero de 1832), I conde de Santovenia,[3] caballero de la Orden de Carlos III, abogado de las reales audiencias de México y de Santo Domingo.[3]

Era hijo de Manuel Martínez de Campos y Flores y de María de la Candelaria González del Álamo y Soto.
Tuvo dos hijos ilegítimos con Luisa García González. Sucedió su sobrino, hijo de su hermano Juan de Dios Martínez de Campos y González del Álamo (m. 1831) y de su esposa María de la Concepción de la Vega y Arias, natural de Sevilla, hija de Juan María de la Vega y de María del Amparo Arias y Jordán:
- José María Martínez de Campos y de la Vega (Sevilla, 2 de julio de 1792[5]-La Habana, 11 de octubre de 1865), II conde de Santovenia,[3] abogado, coronel de caballería del regimiento de milicias de Matanzas, senador del reino, gentilhombre de cámara del rey, gran cruz de la Orden de Carlos III y caballero de la Orden de Alcántara.[3]

Casó el 30 de noviembre de 1854, en la catedral de La Habana, siendo su segundo marido, con Elena Martín de Medina y Molina, natural de Ceiba Mocha (provincia de Matanzas). Era viuda de Juan de la Cruz Van der Putter y Writing y, después de enviudar del conde de Santovenia, contrajo un tercer matrimonio con Domingo Dulce y Garay, I marqués de Castell-Florite. Sucedió su hijo por real carta de sucesión del 1 de agosto de 1867:
- José María Martínez de Campos y Martín de Molina (La Habana, 6 de octubre de 1855-¿?), III conde de Santovenia,[6] gentilhombre de cámara del rey, caballero de la Orden de Santiago y de la Legión de Honor de Francia.[6]

Casó el 14 de octubre de 1880, en París, con María de la Concepción Serrano y Domínguez, hija de Francisco Serrano y Domínguez, I duque de la Torre, grande de España, y regente del reino, y de su esposa Antonia Domínguez y Borrell, II condesa de San Antonio, dama de la Orden de María Luisa y de la Orden de Santa Isabel de Portugal. Por real carta de sucesión de 16 de mayo de 1928, sucedió su nieto, hijo de Carlos Martínez de Campos y Serrano I conde de Llovera y III duque de la Torre, grande de España, y de su esposa María Josefa Muñoz y Roca-Tallada, natural de Zaragoza, hija de Cipriano Muñoz y Manzano, II conde de la Viñaza, grande de España.
- Leopoldo Martínez de Campos y Muñoz (Madrid, 24 de julio de 1913-Madrid, 11 de agosto de 2000),[10] IV conde de Santovenia,[8] IV duque de la Torre, grande de España, II conde de LLovera y embajador.[7]

Casó en primeras nupcias, el 16 de enero de 1941 en Barcelona, con María de las Mercedes Carulla y Rico (m. 21 de marzo de 1994) y, en segundas nupcias, con María Mille Campos.  En 1989, sucedió, por distribución, su hijo del primer matrimonio:
- Santiago Martínez de Campos y Carulla (m. Madrid, 12 de diciembre de 2011[11]), V conde de Santovenia.[12]

Casó con María Jesús Vaca y Coso. Sin descendencia. Por orden de 26 de abril de 2012, se mandó expedir real carta de sucesión a favor de su hermana, María Belén Martínez de Campos y Carulla (m. Madrid, 2 de abril de 2012), viuda de Íñigo Cavero, presidente del consejo de Estado, académico de número de la Real Academia de Ciencias Morales y Políticas, barón de Carondelet y marqués del Castillo de Aysa. Como ya había fallecido, no llegó a ostentar el título y fue su hija la que sucedió en el condado:
- María Dolores Cavero y Martínez de Campos, VI condesa de Santovenia.[16]

Casó, el 18 de mayo de 2002, con Fernando de Aguilera y Narváez, XX marqués de Cerralbo, grande de España, XV marqués de Almarza, VII marqués de Cúllar de Baza, XVII conde de Villalobos y XI conde de Casasola del Campo.